# 女子美術大学美術館
女子美術大学美術館（じょしびじゅつだいがく-びじゅつかん、英：Joshibi Art Museum）は、女子美術大学の付属美術館。所在地は神奈川県相模原市南区麻溝台1900。

## 概要
大久保婦久子、片岡球子、郷倉和子、三岸節子、多田美波、佐野ぬいをはじめとした女子美術大学出身作家や教員、女子美術大学とゆかりの深い美術作品を中心に収蔵。2009年に旧カネボウコレクションの一部を所蔵したことにより、収蔵品は約15,000点となった。特に染織品は古代から現代までの世界の染織品を網羅した国内最大級のコレクション数を誇る。相模原キャンパス内に「女子美アートミュージアム」、杉並キャンパス内に「女子美ガレリア ニケ」（女子美術大学歴史展示室を併設）を設置し収蔵品の管理と保管、企画展の計画を担当している。また、日本の美術大学としては初となる海外常設ギャラリー「Joshibi Art Gallery」を中国・上海市に設置している。

## 歴史
- 1967年9月 - 高円寺寮2階に女子美術大学画廊を設置（1991年に閉廊）。
- 1996年10月 - 杉並キャンパスに「ガレリア ニケ」を設置。
- 2001年10月 - 相模原キャンパスに創立100周年記念棟が落成（同年8月）。館内に「女子美アートミュージアム（JAM)」を設置。
- 2007年10月 - 杉並キャンパスの整備事業を開始。中野区本町六丁目A.Sビル1階に「ガレリア ニケ」を移設し「女子美ガレリア ニケ」へ改称。
- 2008年6月 - 「女子美ガレリア ニケ」を閉廊し銀座へ移設。銀座・永井画廊ビル6階に「銀座Gallery女子美」を開廊。
- 2012年4月 - 「銀座Gallery女子美」を閉廊し（同年3月）、杉並キャンパス1号館へ「女子美ガレリア ニケ」を再設置。
- 2012年5月 - 「女子美ガレリア ニケ」に「女子美術大学歴史展示室」を併設。
- 2012年11月 - 日中国交正常化40周年記念事業として中国・上海に海外常設ギャラリー「Joshibi Art Gallery」を設置。

## 美術館

### 女子美アートミュージアム
女子美術大学出身作家の作品と、女子美術大学とゆかりの深い美術作品を中心に、古典美術から現代美術作品まで15,000点以上を収蔵。「女子美術大学美術館収蔵作品賞」（買上作品）受賞作は全作品を収蔵している。専任学芸員が配属され、年間十本前後の特別展を開催している。平成20年から韮崎大村美術館と相互協力協定を結び美術資料の相互活用を行っている。芸術学部・大学院美術研究科演習施設、大学院美術研究科修了制作作品展会場としても使用される。延べ床面積7303.28平方メートルの一部を使用。
住所
神奈川県相模原市南区麻溝台1900
 
女子美術大学相模原キャンパス創立100周年記念棟1階
開館時間
午前10時 - 午後5時（入館は午後4時30分まで）
休館日
日曜・祝日（企画展に合わせ特別開館あり）

## ギャラリー

### 女子美ガレリア ニケ

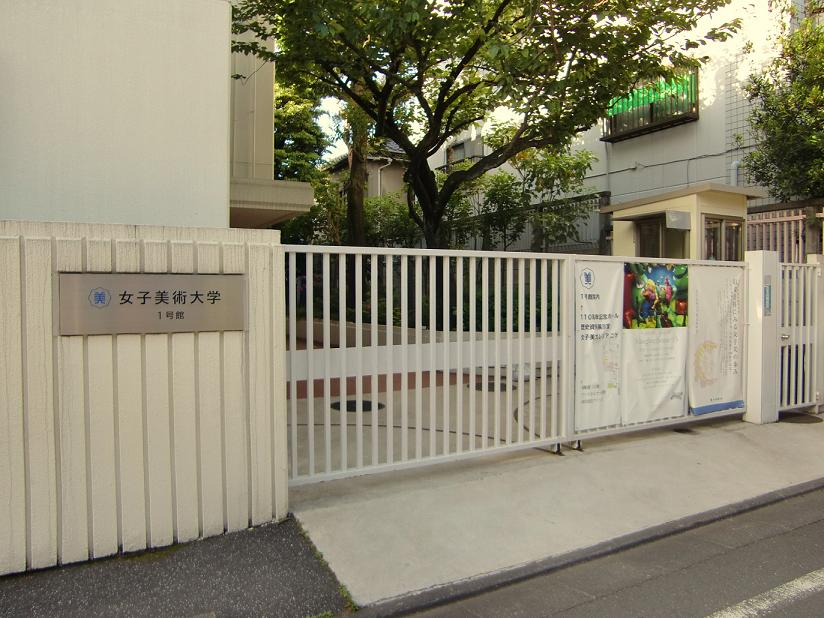
女子美ガレリア ニケ入口。館内に「女子美術大学歴史資料室を併設している。

1967年に開廊した「女子美術大学画廊」に起源を持ち、2012年に「社会とつながる」をテーマに再開廊したアートギャラリーである。現在は、女子美術大学杉並キャンパス1号館に設置され一般公開されている。女子美術大学卒業生作家を中心に、年間十本前後の特別展と社会実践的アート活動、ワークショップ、110周年記念ホールと連携しシンポジウムや特別講演会も開催される。女子美オープンカレッジ作品展会場、短期大学部・芸術学部演習施設としても使用される。延べ床面積2843.01㎡の一部を使用。
住所
東京都杉並区和田1-49-8

女子美術大学杉並キャンパス1号館1階
開廊時間
午前10時 - 午後5時
休廊日
日曜・祝日（企画展に合わせ特別開廊あり）

#### 女子美術大学歴史資料室
女子美術大学創立者の横井玉子、藤田文蔵、佐藤志津らの功績と、一世紀を越える女子美術大学の歴史を紹介する資料室。「女子美ガレリア ニケ」に併設されている。
住所
「女子美ガレリア ニケ」と同じ
入室時間
午前10時 - 午後5時（入室時間は午後4時40分まで）
休室日
日曜・祝日（企画展に合わせ特別開室あり）

### Joshibi Art Gallery
2012年11月に、日中国交正常化40周年記念事業として上海の芸術家街「M50」に開廊したギャラリー。女子美術大学大学院生・卒業生作家を中心に、教員や海外アーティストとのコラボレート作品展を開催し一般公開している。日本の美術大学としては初となる海外常設ギャラリーである。
住所
上海市莫千山路50号22号楼102室
開廊時間
催しにより異なる
休廊日
月曜と女子美術大学が定めた日